# Línea 86 (Córdoba)
La línea 86, anteriormente denominada B20, es una línea de transporte urbano de pasajeros de la ciudad de Córdoba, Argentina. El servicio está actualmente operado por la empresa Transporte Automotor Municipal Sociedad del Estado.

## Recorrido
De barrio Marqués de Sobremonte a barrio Centro.
 Servicio diurno.
IDA: De Miguel de Mujica y Suárez de Figueroa por esta –  – Diego Diaz Tristán de Tejeda
Bartolomé Jaime – Cornelio Saavedra-Toledo de Pimentel- M. P. Cabrera – Garat – Baravino – Fray Luis Beltran – Cardeñoza – Rivadaneira – Los Granaderos – Isabel La Católica – Fragueiro– Gral. Bustos – Roque Sáenz Peña, Puente Centenario – Av. Gral. Paz – Av. Vélez Sarsfield – hasta Bv. San Juan.
REGRESO: De Bv. San Juan y Belgrano, por esta – Tucumán – Humberto Primo – Jujuy – Puente Antártida – Lavalleja – Jerónimo Luis de Cabrera – Urquiza – Isabel la Católica – Los Granaderos – Concepción de Bermejo – Quinquela Martín – Fray Luis Beltrán – Baravino – Garat – Monseñor Pablo Cabrera – Toledo de Pimentel – Cornelio Saavedra – Bartolomé Jaime – Tristán de Tejeda – Diego Diaz – Miguel de Mujica hasta Suárez de Figueroa.